# Bărcănești (Ialomița)
Bărcănești es una comuna ubicada en el distrito de Ialomița, Rumania.

## Superficie
Cuenta con una superficie de 110,5 kilómetros cuadrados.

## Demografía
Hasta 2021 la población era de 3536 habitantes, con una densidad de población de 31,99 habitantes por kilómetro cuadrado.